# Hadrian Reland
Hadrian Reland (De Rijp, 17 luglio 1676 – Utrecht, 5 febbraio 1718) è stato un filologo e cartografo olandese, considerato uno dei padri della linguistica comparativa.
Reland è stato uno studioso e filologo delle Province Unite dell'inizio del XVIII secolo. Il suo nome è stato latinizzato come Hadrianus Relandus e si trova anche nelle forme olandesi di Adriaan Reland o Reelant. Anche se non ha mai lasciato i Paesi Bassi, ha dato un contributo significativo alla linguistica e alla cartografia del Medio Oriente e dell'Asia, tra cui la Persia, il Giappone e la Terra Santa.